# Artajerjes II
Artajerjes II Mnemón (c. 436 - 358 a. C.) fue rey de Persia desde 404 a. C. hasta su muerte. Su nombre original era Arsaces, pero adoptó el de Artajerjes como nombre de trono.

## Biografía
Defendió su pretensión al trono contra su hermano menor Ciro el Joven, el cual fue derrotado y muerto en la batalla de Cunaxa en el año 401 a. C., y contra un levantamiento de los sátrapas (gobernadores) de las provincias occidentales (366 - 358 a. C.). 
También se enfrentó en una guerra contra los espartanos (otrora aliados del Imperio aqueménida), los cuales, bajo Agesilao II, invadieron Asia Menor. Para vencer a los espartanos, Artajerjes sobornó a Atenas, Tebas y Corinto, ciudades que se levantaron contra Esparta, iniciando la guerra de Corinto. En 386 a. C. Artajerjes II, abandonando a sus aliados, pactó con Esparta la Paz de Antálcidas. Este tratado devolvió el control de las ciudades griegas de Jonia y Eolia en la costa de Anatolia a los persas, mientras dejaba a Esparta como poder dominante en la Grecia peninsular.
A pesar de su éxito en Grecia, Egipto, que se había rebelado con éxito a principios de su reinado, permanecía independiente. El intento de reconquistar Egipto en 373 a. C. fue un fracaso total, pero en sus últimos años los persas lograron aplastar a un ejército conjunto egipcio-espartano que pretendía conquistar Fenicia.

## Actividad constructora
Gran parte de la riqueza de Artajerjes se empleó en actividades de construcción
- En Susa: restauración del palacio de Darío I[1] y de las fortificaciones, incluyendo un baluarte en la esquina sudoriental del recinto.
- En Ecbatana: construcción de una apadana y nuevas estatuas.

En cambio no hay evidencias de mucha actividad en Persépolis.

## Titulatura
| Titulatura | Jeroglífico | Transliteración (transcripción) - traducción - (referencias) |

| G1 | E23 · V13 | M12 | N37 · O34 | M8 |

| G1 | E23 · V13 | M12 | N37 · O34 | M8 |

| G1 | E23 · V13 | M12 | N37 · O34 | M8 |

| G1 | E23 · V13 | M12 | N37 · O34 | M8 |

| G1 | E23 · V13 | M12 | N37 · O34 | M8 |

| G1 | E23 · V13 | M12 | N37 · O34 | M8 |

| G1 | E23 · V13 | M12 | N37 · O34 | M8 |

| G1 | E23 · V13 | M12 | N37 · O34 | M8 |

| G1 | E23 · V13 | M12 | N37 · O34 | M8 |

| G1 | E23 · V13 | M12 | N37 · O34 | M8 |

| G1 | E23 · V13 | M12 | N37 · O34 | M8 |

| G1 | E23 · V13 | M12 | N37 · O34 | M8 |

| G1 | E23 · V13 | M12 | N37 · O34 | M8 |

| G1 | E23 · V13 | M12 | N37 · O34 | M8 |

| G1 | E23 · V13 | M12 | N37 · O34 | M8 |

| G1 | E23 · V13 | M12 | N37 · O34 | M8 |